# Sematoneura
Sematoneura is een geslacht van vlinders van de familie snuitmotten (Pyralidae), uit de onderfamilie Phycitinae.

## Soorten
- S. abitus Heinrich, 1956
- S. africana Balinsky, 1994
- S. albimaculata Neunzig & Dow, 1993
- S. atrovenosella Ragonot, 1888
- S. grijpmai Becker, 1974
- S. minimella Amsel, 1954